# Gujranwala
Gujranwala (urdu:گوجرانوالہ) es una ciudad en la zona noreste de la provincia de Panyab (Pakistán).

Se encuentra aproximadamente a 70 kilómetros al norte de Lahore, la capital provincial, y 250 kilómetros al sureste de Islamabad, la capital federal.

## Historia
Anteriormente conocido como Khanpur, el nombre actual se remonta a mediados del siglo XVI.
A la muerte del emperador mogol Aurangzeb (1707) toda la región quedó bajo control sij.
La ciudad se hizo importante durante el reinado del padre y abuelo de Ranjit Singh, creador del imperio sij, que nació allí en 1780.
El área fue anexada al Imperio Británico en 1849 con el resto de Punjab.
Después de la creación de Pakistán en 1947, Gujranwala se desarrolló rápidamente y es hoy una de las principales ciudades del país.

## Demografía
Con una población de dos millones de habitantes, es la quinta ciudad más poblada del país y la cuarta de la provincia.